# Wilfrid Brambell
 (mars 2018).
Si vous disposez d'ouvrages ou d'articles de référence ou si vous connaissez des sites web de qualité traitant du thème abordé ici, merci de compléter l'article en donnant les références utiles à sa vérifiabilité et en les liant à la section « Notes et références ».
 (mars 2018).
Henry Wilfrid Brambell est un acteur irlandais né à Dublin le 22 mars 1912 et mort le 18 janvier 1985 à Londres.
Il a été surtout connu pour son rôle dans la série télévisée britannique Steptoe and Son. Il a également joué aux côtés des Beatles dans leur film A Hard Day's Night, où il interprète le grand-père facétieux de Paul McCartney.

## Biographie

### Jeunesse et début de carrière
Henry Wilfrid Brambell est né à Dublin. Son père travaillait dans une brasserie Guinness et sa mère était une chanteuse d'opéra. Sa première apparition sur une scène enfant, consiste à divertir les militaires blessés au cours de la Première Guerre mondiale. Quittant l'école, il travaille à mi-temps comme journaliste pour The Irish Times et à mi-temps comme acteur à l'Abbey Theatre, avant de devenir un acteur professionnel pour le Gate Theatre. Il a également joué à Swansea, Bristol et Chesterfield.[réf. nécessaire] Durant la Seconde Guerre mondiale, il rejoint l'Organisation des Forces militaires de divertissement britanniques (ENSA (en)).

### Carrière d'acteur
Sa carrière à la télévision a commencé dans les années 1950, quand Wilfrid Brambell est choisi pour de petits rôles dans trois productions Nigel Kneale / Rudolph Cartier pour la BBC Télévision : comme ivrogne dans The Quatermass Experiment (1953), puis comme un vieil homme dans une publicité et plus tard un prisonnier dans 1984 (1954) et comme clochard dans Quatermass II (1955). Tous ces rôles lui valurent une réputation pour les rôles de vieillards, mais il avait seulement la quarantaine à cette époque. Brambell ne cessa pratiquement jamais de travailler en 36 ans de carrière.
Wilfrid Brambell est également apparu en tant que Bill Gaye, aux côtés de Hayley Mills et Maurice Chevalier dans le film américain Les Enfants du capitaine Grant (In Search of the Castaways) réalisé par Robert Stevenson, sorti en 1962. Il a été entendu dans la bande originale de The Canterbury Tales, qui fut l'une des ventes d'album West End de musique de film les plus rapides de tous les temps. Il a également publié deux singles 45 tours, Second Hand / Rag Time Ragabone Man, qui s'inspirait de son personnage dans la série télévisée Steptoe and Son, suivi en 1971 par Time Marches On, son hommage aux Beatles, avec lesquels il avait travaillé en 1964 (et rencontrés à plusieurs reprises). Il a accompagné un riff de guitare « beatlesque » où Wilfrid Brambell récitait des phrases sur la séparation des Beatles (1970). La face B était Decimal Song qui, au moment de l'adoption de la monnaie décimale en Grande-Bretagne, était connotée politiquement.
En 1965, il apparait à Broadway dans le spectacle Kelly qui s'arrêta après seulement une représentation.[réf. nécessaire]
Il apparut en vedette dans de nombreux rôles de premier plan au théâtre. En 1966, il joua Ebenezer Scrooge dans une version musicale de A Christmas Carol. Cela a été adapté pour la radio la même année et est apparu sur Radio 2 à la veille de Noël 1966. La voix éclatante de baryton de Wilfrid Brambell surpris de nombreux auditeurs : il interpréta le rôle en étant strictement fidèle à la version originale de Dickens, loin du personnage stéréotypé d'Albert Steptoe.
En 1971, il joua dans la création de la pièce d'Eric Chappell, The Banana Box dans le rôle de Rooksby. Cette partie a été rebaptisée Rigsby pour l'adaptation télévisée intitulée Rising Damp mettant en vedette Leonard Rossiter.

### Steptoe and Son
C'est cette capacité à jouer les vieillards qui l'amena à son meilleur rôle Albert Steptoe, le père irascible, dans la série télévisée Steptoe and Son (son fils Harold est joué par Harry H. Corbett). C'était au départ un projet pilote sur la chaine de la BBC Comedy Playhouse, et son succès conduisit à une série complète qui dura de 1962 à 1974 (dont une pause de cinq ans).
Le fil conducteur de la série était qu'Harold désignait Albert comme un « vieil homme sale » (dirty old man), par exemple quand il mangeait des oignons marinés tout en prenant un bain, et la récupération des épluchures abandonnées dans l'eau du bain. Il y eut aussi deux long-métrage, un spectacle et un remake américain intitulé Sanford and Son, où quelques épisodes sont pratiquement les mêmes que les scripts originaux britanniques.
Le succès de Steptoe and Son fit de Brambell une personnalité incontournable de la télévision britannique, et lui valut le second rôle en tant que grand-père de Paul McCartney dans le premier film des Beatles, A Hard Day's Night (1964).
Une plaisanterie revient tout au long du film le montrant comme « un homme très propre », contrairement à son personnage de « vieil homme sale » dans Steptoe and Son. Dans la vraie vie cependant, il ne ressemblait en rien à son personnage dans Steptoe, étant tiré à quatre épingles et très bien éduqué. En 1965 Brambell déclara à la BBC qu'il ne voulait pas reprendre Steptoe and Son, et en septembre de cette année, il partit pour New York pour apparaître dans la comédie musicale de Broadway, Kelly, au Broadhurst theatre, mais il arrêta après seulement une représentation.
En 1971, il devait jouer le rôle de Jeff Simmons (en), bassiste du groupe The Mothers of Invention, dans un film de Frank Zappa 200 Motels, car le vrai Simmons était jeune, avec les cheveux longs et américain), mais il quitta la production après une dispute avec Zappa.[réf. nécessaire]
En dehors de son rôle du vieux Steptoe, Wilfrid Brambell obtint une reconnaissance dans de nombreux films. Sa performance dans The Terence Davies Trilogy lui a valu des critiques élogieuses, beaucoup plus que n'importe quel épisode réalisé pour Steptoe and Son, bien que son apparition de 24 minutes, ne comportait pas un seul mot.

### Dernières années
Après les derniers épisodes de Steptoe and Son en 1974, Wilfrid Brambell eu quelques rôles en guest-star dans quelques films et à la télévision, mais avec son compère Corbett, ils se retrouvèrent prisonniers de leurs célèbres personnages. Dans une tentative de tirer profit de cette situation, ils entreprirent une tournée en Australie, en 1977, avec un spectacle Steptoe and Son. À une seule occasion lors d'une interview, Wilfrid Brambell usa d'un langage grossier et ouvertement méprisant sur les cathédrales de Nouvelle-Zélande. Malgré cela, il rendit un hommage, au journal télévisé de la BBC, à Corbett après la mort de ce dernier d'une attaque cardiaque en 1982. L'année suivante, Wilfrid Brambell apparu dans un film de Terence Davies Death and Transfiguration, jouant un vieil homme mourant qui arrive enfin à accepter son homosexualité.
En 2002, Channel 4 diffusa un film documentaire, intitulé When Steptoe Met Son (Quand Steptoe rencontre son fils), sur la vie hors caméra de Brambell et sa relation avec Harry H. Corbett.
Le film affirma que les deux hommes se détestaient et étaient à peine en bons termes après la tournée en Australie, le fossé ayant été causé, en partie, par l'alcoolisme de Wilfrid Brambell, et conduisit les deux hommes à quitter le pays à bord d'avions séparé. Cette affirmation est contestée par les auteurs de Steptoe and Son, Ray Galton et Alan Simpson, qui ne trouvèrent aucune trace de haine ni de conflit entre les deux comédiens.[réf. nécessaire] Un neveu d'Harry H. Corbett, issu de son second mariage, a également publié une déclaration qui a affirmé que les acteurs ne se haïrent jamais.

### Mort
Wilfrid Brambell mourut d'un cancer à Westminster à Londres, âgé de 72 ans. Il fut incinéré le 25 janvier 1985, au Streatham Park Cemetery, où ses cendres furent dispersées au pied d'un arbre. En 2012, à la suite de la révélation du scandale des abus sexuels impliquant le célèbre animateur de la BBC Jimmy Savile, il fut allégué que Brambell aurait abusé de deux garçons âgés de 12 et 13 ans, dans les coulisses de la Jersey Opera House (Opéra de Jersey) dans les années 1970. Un des enfants était pensionnaire du foyer pour enfants des Haut de la Garenne, au centre d'une vaste affaire de pédophilie.

### Vie privée
Wilfrid Brambell était homosexuel à une époque où il était presque impossible pour les personnages publics d'être ouvertement gay, notamment parce que les actes homosexuels masculins étaient illégaux au Royaume-Uni jusqu'en 1967. En 1962, il fut arrêté dans des toilettes à Shepherd's Bush (un quartier de l'ouest de Londres) pour « des avances insistantes » et obtint une relaxe conditionnelle.
Un peu plus tôt dans sa vie, il fut marié de 1948 à 1955, avec Marie "Molly" Joséphine, mais leur relation pris fin à la naissance de l'enfant qu'elle eut avec leur logeur en 1953 (divorce en 1955).

## Postérité
The Curse of Steptoe (La malédiction de Steptoe), une pièce télévisée de la BBC sur Brambell et son partenaire Harry H. Corbett, fut diffusé le 19 mars 2008 sur BBC canal numérique et BBC Four, mettant en vedette Phil Davis jouant Brambell.
La première émission a connu ses chiffres d'audience les plus élevés à ce jour, sur la base des rendements durant la nuit.[réf. nécessaire]

## Filmographie
- 1948 : Un autre rivage (Another Shore) de Charles Crichton
- 1953 : The Quatermass Experiment, l'alcoolique
- 1955 : Quatermass II, le clochard
- 1957 : Les Aventures de Robin des Bois, un pêcheur
- 1959 : Teddy Boys (Serious Charge) de Terence Young : Verger
- 1960 : Envie de tuer de Vernon Sewell , M. Forsythe
- 1961 : The Sinister Man, l'éclusier
- 1961 : Flammes dans la rue (Flame in the Streets) de Roy Ward Baker, M. Palmer principal
- 1961 : Qu'est-ce un Whopper (1961), le facteur
- 1962 : Les Enfants du capitaine Grant de Robert Stevenson, Bill Gaye
- 1962-1977 : Steptoe et Fils (série télévisée), Albert Steptoe
- 1963 : Le Petit monde de Sammy Lee, Harry
- 1964 : Crooks dans Cloisters, Phineas
- 1964 : Nuit A Hard Day, John McCartney (le grand-père de Paul McCartney)
- 1964 :Les trois vies de Thomasina, Willie Bannock
- 1964 : Go Kart Go, Fred, Junkman
- 1965 : Ferry Ann San, grand-papa
- 1966 : Alice au pays des merveilles, le lapin blanc
- 1968 : Selon Dora (série télévisée), Divers
- 1968 : Witchfinder général (Wilfred Brambell), maître Loach
- 1968 : Lionheart, Dignett
- 1968 : Cry Wolf, le livreur
- Carry On Again Doctor (1969), M. Pullen, un patient
- Giacomo Casanova: Enfance et de l'adolescence (1969), Malipiero
- Certains, d'autres non (1970), Henry Russell
- Steptoe and Son (1972), Albert Steptoe
- Steptoe and Son tour Encore une fois (1973), Albert Steptoe
- Vacances sur les autobus (1973), Bert Thompson
- Les aventures de Picasso (1979), Alice B. Toklas
- Rembrandt (1980), le mendiant Saul
- Âne de grande hauteur (1980), Ben Foxcroft
- Le Terence Davies Trilogy: Mort et Transfiguration (1984), Robert Tucker (vieillesse)
- Sword of the Valiant: The Legend of Sire Gauvain et le Chevalier vert (1984), Porter